# Karl-Erik Häll
Karl-Erik Häll (i riksdagen kallad Häll i Malmberget), född 27 februari 1929 i Bollebygd, död 6 juni 1993 i Gällivare, var en svensk ombudsman och politiker (socialdemokraterna). 
Karl-Erik Häll var riksdagsledamot 1969–1985 för Norrbottens läns valkrets, fram till 1970 i andra kammaren.